# Otostylis alba
Otostylis alba là một loài thực vật có hoa trong họ Lan. Loài này được (Ridl.) Summerh. mô tả khoa học đầu tiên năm 1951.